# Пещерные поселения Каппадокии

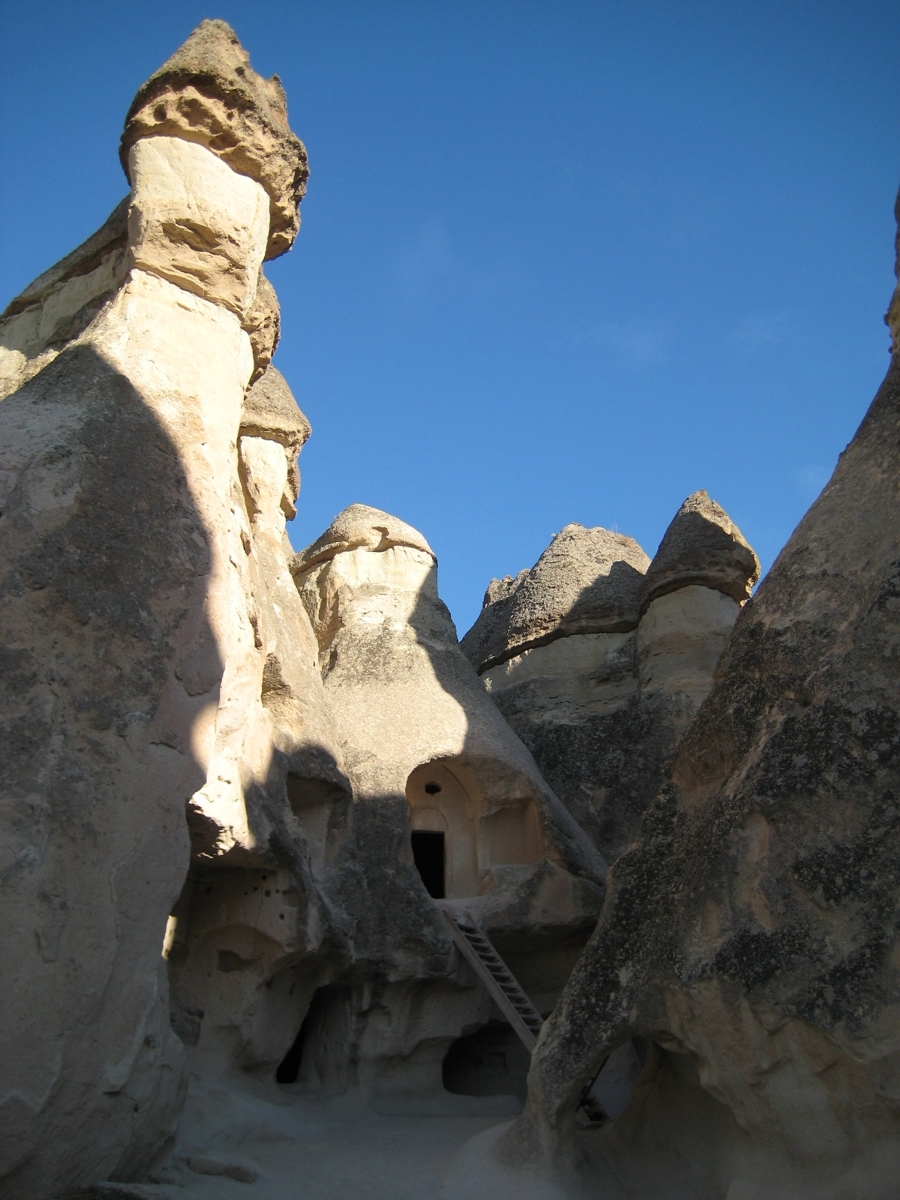
Монашеский комплекс в долине Паша Баглари. Кельи вырублены в вулканических останцах перибаджалары

Пещерные поселения исторической области Каппадокия на востоке Малой Азии на территории современной Турции — расположенный на обширной территории уникальный комплекс поселений, создававшийся на протяжении многих веков, начиная с I тыс. до н. э. Включает несколько подземных городов и множество вырубленных в скалах пещерных монастырей. Входит в список Всемирного наследия ЮНЕСКО под № 357 и является главной характерной чертой историко-культурного облика данной местности и притягательным туристическим объектом.

Здесь, в Каппадокии — одно из диковиннейших мест на свете. Горы из мягкого вулканического туфа обдувались ветрами и веками, превращаясь в то, что кажется фокусами Антонио Гауди, — в фигуры причудливых плавных очертаний, которые, за неимением леса, служили укрытием и жильем. Дерево шло только на двери. В этих скалах вырубали квартиры и целые многоквартирные дома со времен хеттов.
— Петр Вайль, «Гений Места»

## Причины

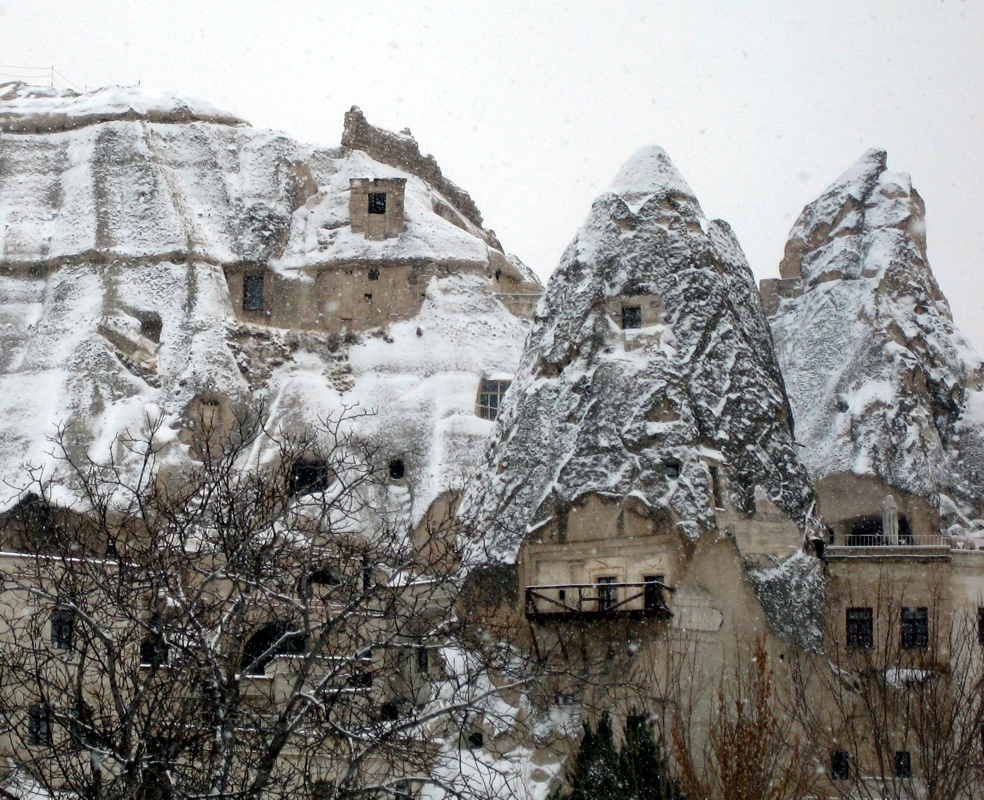
Городской дом в поселке Гёреме. Окна пещер застеклены, внутри проведено электричество и водопровод

- Геологические: характер горных пород местности. Каппадокийский туф мягок и легко поддается обработке, поэтому в нем удобно выдалбливать пещеры. А войдя в контакт со свежим воздухом, через некоторое время эта порода «каменеет» и становится твёрдой. Отсутствие деревьев, которые можно было бы использовать в качестве строительного материала — дополнительная причина. (См. Геологическая характеристика Каппадокии).
- Социокультурные: традиция выдалбливания пещерных жилищ возникла в Каппадокии в I, если не во II тысячелетии до нашей эры, и сохраняется местными жителями, благодаря своему удобству, и до наших дней. К примеру, турецкое население Гёреме и сейчас не строит дома посреди пустой местности, а наоборот — пристраивает их к останцам, в которых, в свою очередь, делаются пещеры, которые используются как кладовки, а то и жилые комнаты.
- Политико-религиозные: географическое положение Каппадокии способствовало тому, что на протяжении веков через её территорию прокатывались волны иноземных захватчиков, и местное население, чтобы выжить, избрало стратегию пряток в тайники. Сложный гористый рельеф местности затруднял посылку крупных розыскных отрядов. Кроме того, чтобы спрятаться, достаточно было заложить небольшой вход в пещеру, которая могла быть очень вместительной. По этой же причине труднодоступности регион стал прибежищем большого количества политических эмигрантов в эпоху иконоборчества. Вдобавок, лёгкая возможность устроить аскетичные кельи способствовала популярности Каппадокии у желающих монашествовать.

## Подземные города
Покинутые подземные города Каппадокии начали обнаруживать в XIX веке: французский священник отец Жерфанион наткнулся на небольшую дыру посреди горной равнины. Спустившись в неё, он оказался в колоссальном подземном городе, спускающемся вниз на несколько этажей, имеющем вентиляционные шахты, колодцы, помещения для хранения зерна и содержания домашних животных, прессы для изготовления вина и храмы. Население подобного города выходило наверх, только чтобы обрабатывать поля. Узкие переходы, ведущие к поверхности, в случае опасности перекрывались тяжелыми каменными жерновами.
В настоящий момент обнаружено 6 подобных городов, и не исключено, что в будущем возможны новые находки:
- Каймаклы
- Деринкую
- Невшехир
- Озконак
- Аджигол
- Татларин
- Мазы
- Матиат (Мидьят)[3][4]

Греческий историк Ксенофонт описывал такой город ещё в V веке до нашей эры.

## Наземные поселения

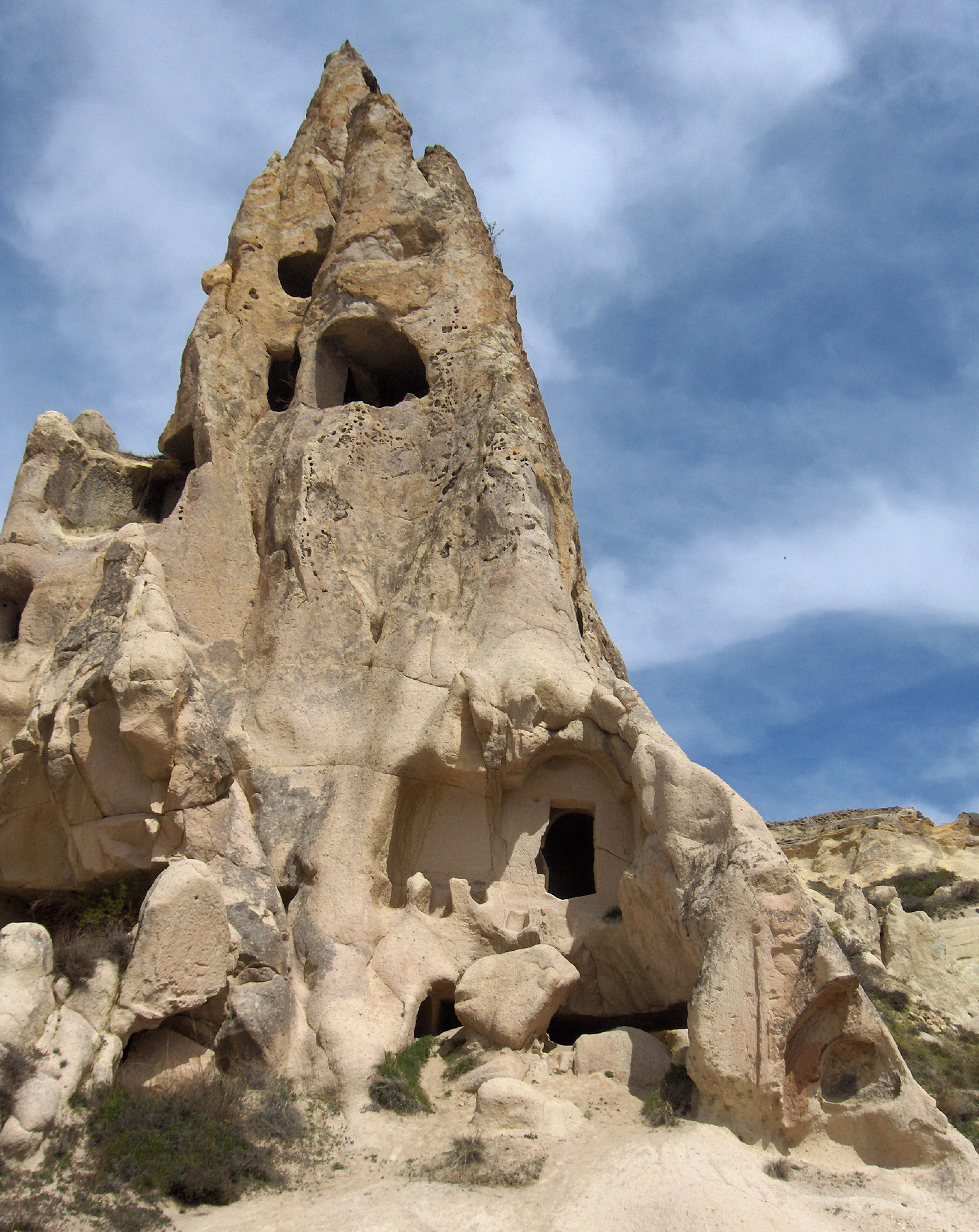
Монашеские кельи в скалах Гёреме

Вырубленные в скалах наземные обиталища использовались как светским населением, так и монахами. Но именно христианские подвижники оставили самые замечательные памятники, превратив в монастыри целые горные долины.

### Подвижничество в горных кельях
Святой Диодор, архиепископ Каппадокийский, пожелал, чтобы на его склепе было написано одно-единственное слово: «Acarus», что значит «земляной червь», это было исполнено. 
— Виктор Гюго. «Отверженные»
Жизнь в кельях, вырубленных в горных породах, без каких-либо удобств, вдали от городских центров и наедине с суровой природой способствовала духовному просветлению. Количество монахов, поселившихся в Каппадокии с данной целью, было чрезвычайно велико. И сейчас практически повсеместно в любом удобном месте Каппадокии можно увидеть вырубленные в скалах «окна» и «двери», которые свидетельствуют о том, насколько плотно была заселена отшельниками данная местность. Некоторые из жилищ находятся в скалах на большой высоте, и подниматься к ним можно было только по веревочным лестницам.

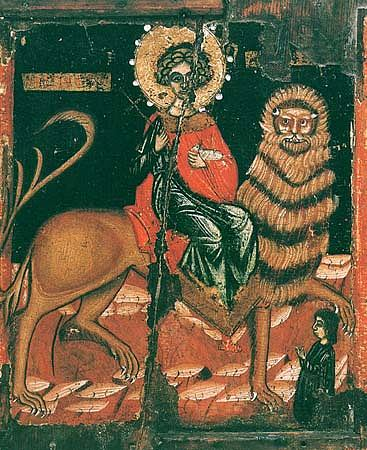
Икона: святой Мамант и дикие животные

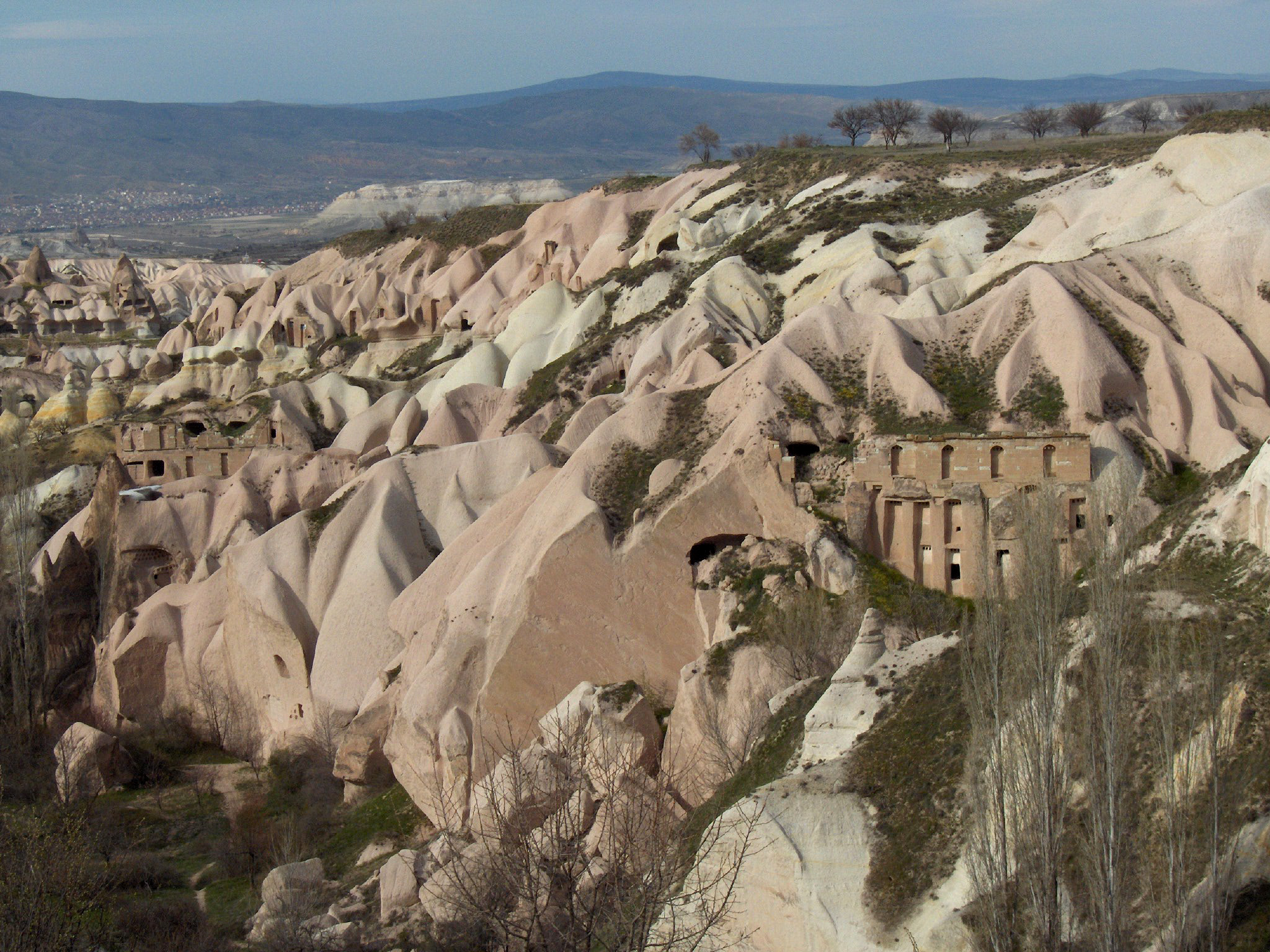
Вид долины вблизи Учхисара с вырубленными в скале помещениями

«Рост обителей проходил бурно. Весь край в буквальном смысле был изрыт пещерами, в которых устраивались церкви, скиты, кельи… Места для всех не хватало. Дошло до того, что монастырское строительство в Каппадокии запретили. Всего же до нашего времени сохранилось более тысячи вырубленных в скалах храмов».
Типичный пример того, как проходила жизнь каппадокийского монаха, дает житие святого Маманта, обретавшегося в Каппадокии в III веке:

Разъярённый император подверг юношу жестоким истязаниям. Затем хотели утопить святого, но Ангел Господень спас Маманта и повелел жить на высокой горе в пустыне, находившейся недалеко от Кесарии. Повинуясь воле Божией, святой устроил там небольшую церковь и стал проводить жизнь в строгом воздержании, подвигах поста и молитвы.
Вскоре он получил удивительную власть над силами природы: к его жилищу собирались населявшие окрестную пустыню звери и слушали чтение Святого Евангелия. Питался святой Мамант молоком диких коз и ланей.
Не забывал святой и о нуждах своих ближних: приготовляя из этого молока сыры, он безвозмездно раздавал их нищим. Вскоре слава о Богоугодном житии святого Маманта распространилась по всей Кесарии. Обеспокоенный правитель послал за ним отряд воинов. Повстречавшись на горе со святым Мамантом, воины не узнали его, приняв за простого пастуха. Тогда святой пригласил их в хижину, напоил молоком и сам открыл им своё имя, так как знал, что его ожидает мученическая смерть за Христа.

### Список скальных монастырей, церквей и поселений Каппадокии
- Авчилар
- Ачиксарай

#### Долина Белисырма
- Церковь Сюмбюллю
- Церковь Дирекли
- Церковь Ала
- Церковь Св. Георгия
- Церковь Бахаттин Самаклыгы

#### Гёреме
- Церковь Дурмуш Кадир
- Церковь Юсуф Коч
- Церковь Безирханы
- Церковь Орта Махалли
- Церковь Карабулут
- Церковь Эл Назар
- Долина Горгундере
- Темная церковь (Каранлык Килисе)
- Женский монастырь Кызлар
- Церковь Эльмалы
- Церковь св. Барбары
- Церковь Йыланлы (Змеиная)
- Церковь Токалы (Старая и Новая)
- Церковь Чарыклы (Церковь с сандалиями)
- Церковь Саклы

Темная церковь, в которой хорошо сохранились росписи XI века с изображением евангельских сюжетов, использовалась как голубятня и на очистку стен от голубиного помета потребовалось 14 лет.
- Яблочная церковь
- Церковь с сандалиями

#### Долина Дербент
- Зельве, Музей под открытым небом Зельве
  - Церковь Гейикли
  - Юзюмлю Килисе (Церковь виноградных гроздей)

#### Долина Ихлара
Долина Ихлара (Ихлара Вадиси) располагается между потухшими вулканами Хасандаг и Голлюдаг, покрывшими её слоями лавы, туфа и пепла. Река Мелендиз пробила этот вулканический туф, образовав каньон долины Ихлары длиной 15 километров и высотой около 150 метров. Кроме того, в данной местности есть перибаджалары (на территории деревень Селиме и Йапракхисар).
Таким образом, долина, образованная руслом реки, получила сложную конфигурацию: около 30 изгибов. В её начале располагается деревня Ихлара, а в конце, на севере — деревня Селиме. Расстояние между ними по прямой — 8 км, а благодаря изгибам — 15 километров.
- Церковь Агачалты (Церковь под деревьями)
- Церковь Пюренли Сэки
- Церковь Йыланлы (Змеиная)
- Церковь Эгриташ (Богородицы)[9]
- Церковь Кузей Амбар
- Церковь Кокар (Церковь, которая плохо пахнет), IX в.
- Церковь Паренли Секи
- Церковь Сюмбюлю (Церковь Гиацинтов)
- Церковь Каранлык (Темная Церковь)
- Церковь Ала
- Церковь Бахаттин Самаклыгы
- Церковь Кирм Дамалти (Св. Георгия)
- Церковь Дирекли

#### Долина Гюллюдере
- 5 церквей

#### Долина Кызылчукур
- Церковь св. матери
- Церковь св. Хач

#### Долина Кылычлар
- Церковь Кылычлар (Зеркальная)
- Оресин Хан
- Ортхисар
  - Церковь Джамбазлы
  - Монастырь Халлач
- Долина Пашабагы
- Ургуп
- Учхисар
  - Долина голубей
- Долина Соганлы
  - Церковь Хищника
  - Куббели Килисе, или Церковь с куполом
  - Церковь Св. Варвары
  - Кара-баш Килисе (Церковь Черных голов)
  - Церковь Джанаварлы
- Чавушин

  - Церковь крещеного Яхве
  - Церковь Бюйук Гюверджинлик
- Юргуп
- Ючхисар

### Фрески Каппадокии

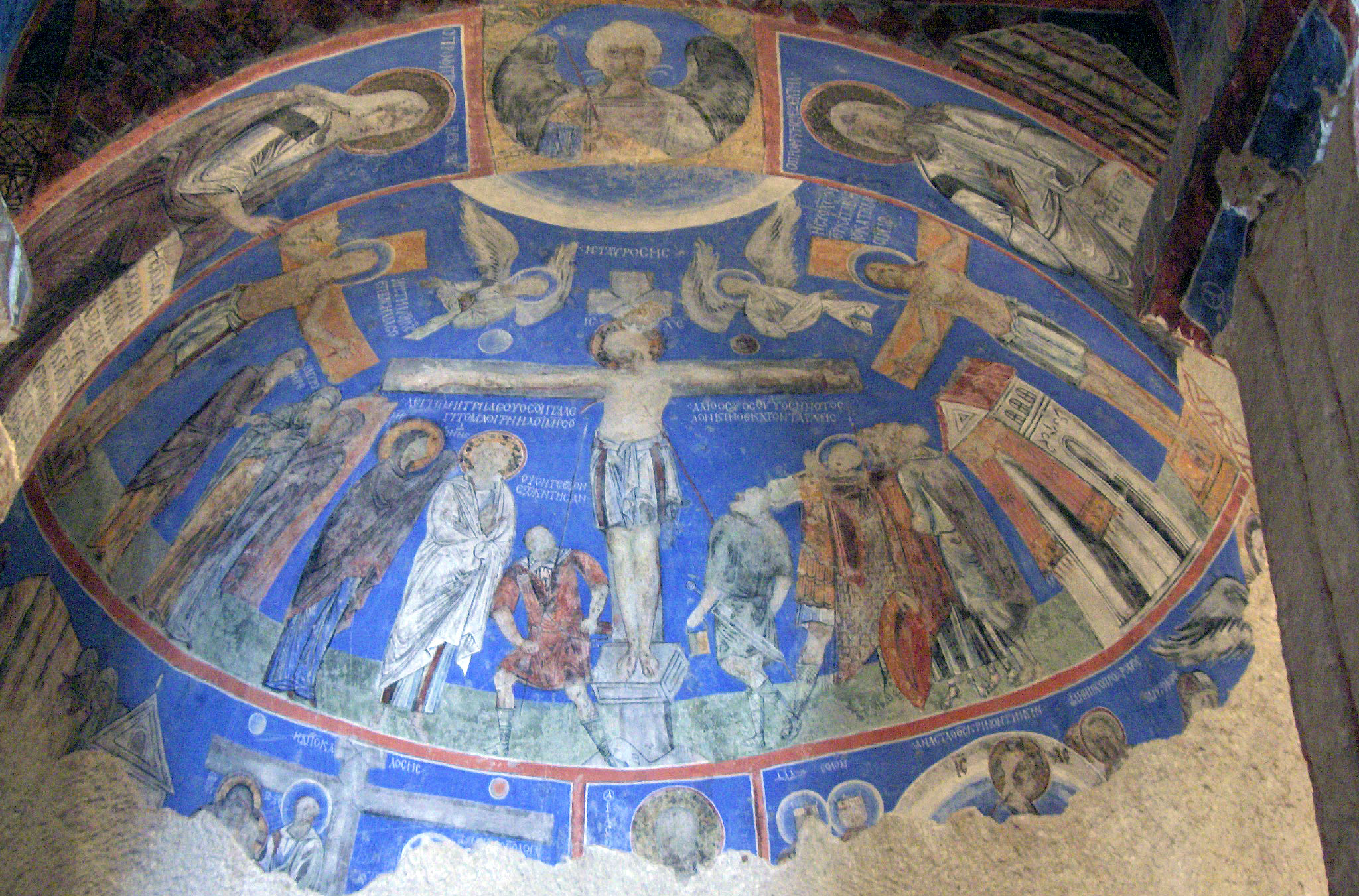
Фрески в церкви Токапи, Гореме

XI столетие считается «Золотым веком» в искусстве росписей в Гереме.
В Малой Азии многочисленные скальные церкви в Каппадокии сохранили большое количество весьма интересных фресок, некоторые из которых относятся к IX, Х и XI векам. Открытие и изучение этих каппадокийских фресок, которые «показали удивительное богатство настенной живописи», тесно связано с именем св. отца Ж. Жерфаниона (G. de Jerphanion), который посвятил большую часть своей жизни тщательному изучению Каппадокии, «новой провинции византийского искусства»..